# Tobias camelinus
Tobias camelinus är en spindelart som först beskrevs av O. Pickard-Cambridge 1869.  Tobias camelinus ingår i släktet Tobias och familjen krabbspindlar. Inga underarter finns listade i Catalogue of Life.